# Avenida Paulista
De Avenida Paulista is een hoofdstraat in de Braziliaanse stad São Paulo. Het is het financiële centrum van São Paulo. Het Museu de Arte de São Paulo (MASP) is gevestigd in deze straat. Lijn 2 (de groene lijn) van de metro van São Paulo bedient een groot deel van de Avenida Paulista.

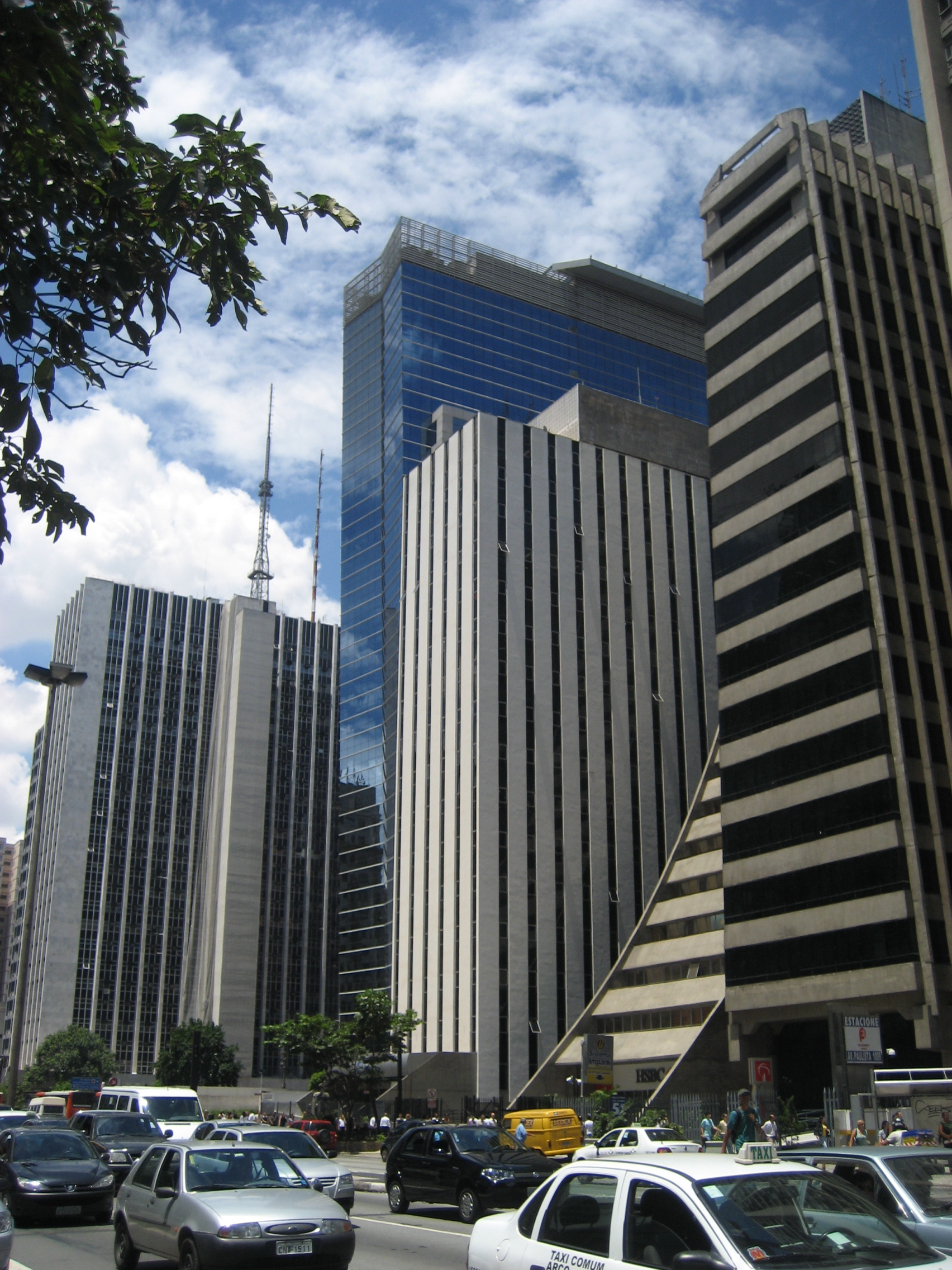
Avenida Paulista